# Samuel Augustine Miller
Samuel Augustine Miller (* 16. Oktober 1819 in Shenandoah County, Virginia; † 19. November 1890 in Parkersburg, West Virginia) war ein US-amerikanischer Offizier und Politiker, der zwei Jahre Mitglied des Kongresses der Konföderierten Staaten von Amerika war.

## Leben
Miller diente während des Sezessionskrieges als Major in der Confederate States Army. Nach dem Rücktritt von Albert Gallatin Jenkins wurde er bei einer Nachwahl für Virginia zum Mitglied des Repräsentantenhauses des 1. Kongresses der Konföderierten Staaten von Amerika gewählt und übernahm das Mandat am 24. Februar 1863. Während dieser Legislaturperiode war er Mitglied des Ausschusses für Territorien und öffentliche Ländereien.
Bei den Wahlen zum 2. Konföderiertenkongress im November 1863 wurde er wiedergewählt und gehörte diesem formell vom 2. Mai 1864 bis zum 18. März 1865 an. Allerdings konnten die Abgeordneten ihr Mandat lediglich während des ersten Jahres der zweijährigen Wahlperiode wahrnehmen, da die Existenz der Konföderierten Staaten mit dem Verlust des Sezessionskrieges praktisch beendet war. Während der zweiten Legislaturperiode war er Mitglied des Wahlausschusses sowie des Ausschusses für Indianerangelegenheiten.
1874 war er kurzzeitig Mitglied des Abgeordnetenhauses von West Virginia und vertrat dort Kanawha County.
Nach seinem Tod wurde Miller auf dem Spring Hill Cemetery in Charleston beigesetzt.